# 维达亚克
维达亚克（法語：Vidaillac，法語發音：[vidajak]）是法国洛特省的一个市镇，属于卡奥尔区。

## 地理
维达亚克（44°20'20"N, 1°49'34"E）面积9.49 平方千米，位于法国奧克西塔尼大區洛特省，该省份为法国西南部内陆省份，北起顺时针与科雷兹省、康塔爾省、阿韦龙省、塔恩-加龙省、洛特-加龍省和多尔多涅省接壤。
与维达亚克接壤的市镇（或旧市镇、城区）包括：皮拉加尔德、圣普罗热、拉拉米耶尔、凯尔西地区利莫涅、普罗米亚讷。

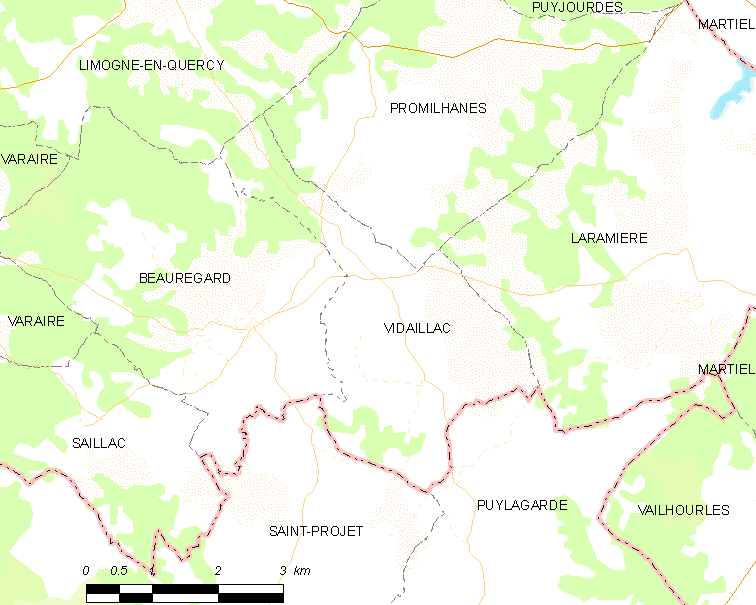
维达亚克的OSM定位图

维达亚克的时区为UTC+01:00、UTC+02:00（夏令时）。

## 行政
维达亚克的邮政编码为46260，INSEE市镇编码为46333。

## 政治
维达亚克所属的省级选区为南凯尔西边区县。

## 人口

1962-2008年间维达亚克人口变化图示

维达亚克于2022年1月1日时的人口数量为184人。